# Aleksander Majewski (generał)
Aleksander Majewski (ur. 27 kwietnia 1861 w Dylewie Szlacheckim, zm. 21 września 1932 w Łodzi) – generał podporucznik lekarz Wojska Polskiego.

## Życiorys
W 1880 roku ukończył Gimnazjum św. Anny w Krakowie i rozpoczął studia na Wydziale Medycznym Uniwersytetu Wiedeńskiego. 13 marca 1886 roku uzyskał dyplom lekarski, a 26 maja tego roku rozpoczął służbę w cesarskiej i królewskiej Armii na stanowisku starszego lekarza Szpitala Garnizonowego Nr 14 we Lwowie. W 1887 roku przeniesiony został do 58 Pułku Piechoty arcyksięcia Ludwika Salvatora w Stanisławowie, a trzy lata później do 13 Pułku Piechoty w Krakowie. Wiosną 1893 roku otrzymał kolejne przeniesienie w tym samym garnizonie, tym razem do 9 Batalionu Pionierów. W czerwcu 1896 roku został urlopowany na okres jednego roku. 18 lipca 1897 roku powrócił do służby czynnej. Po krótkim okresie służby w Szpitalu Garnizonowym Nr 2 w Wiedniu przeniesiony został do 1 Pułku Artylerii Fortecznej, stacjonującego także w stolicy Cesarstwa. W 1902 roku przeniesiony został do Szpitala Garnizonowego Nr 14 we Lwowie, a cztery lata później do Szpitala Garnizonowego Nr 11 w Pradze. W 1908 roku skierowany został do Banja Luki, gdzie objął stanowisko lekarza garnizonu i komendanta szpitala wojskowego. W kwietniu 1910 roku przeniesiony został do Krakowa, na stanowisko zastępcy komendanta Szpitala Garnizonowego Nr 15. W listopadzie 1913 roku mianowany został komendantem Szpitala Garnizonowego Nr 14 we Lwowie i szefem sanitarnym garnizonu. Po rozpoczęciu wielkiej wojny, od 2 do 29 września 1914 roku pełnił obowiązki szefa sanitarnego 12 Korpusu. Następnie wykonywał obowiązki na stanowisku szefa sanitarnego garnizonu Tarnów (do listopada 1914 roku) i Wadowice (do kwietnia 1915 roku). Wiosną 1915 roku powołany został na stanowisko szefa sanitarnego 7 Armii. 1 maja 1917 roku awansował na generalnego lekarza sztabowego. 2 sierpnia 1918 roku mianowany został szefem sanitarnym Generalnego Gubernatorstwa w Lublinie.
14 stycznia 1919 roku przyjęty został do Wojska Polskiego z zatwierdzeniem posiadanego stopnia generała majora lekarza ze starszeństwem z 15 maja 1917 roku. Z dniem 8 stycznia 1919 roku został przydzielony do 1. Rezerwy. 30 grudnia 1919 roku został skreślony z listy oficerów Wojska Polskiego na podstawie orzeczenia Oficerskiego Trybunału Orzekającego. 

## Awanse
- nadlekarz (Oberarzt) - 1886
- lekarz pułkowy 2. klasy - 1889
- lekarz pułkowy 1. Klasy - 1 listopada 1893
- lekarz sztabowy (Stabsarzt) - 1 listopada 1902
- starszy lekarz sztabowy 2. klasy (Oberstabsartzt 2. Klasse) - 1 listopada 1908
- starszy lekarz sztabowy 1. klasy (Oberstabsartzt 1. Klasse) - 1 listopada 1912
- generalny lekarz sztabowy (Generalstabsarzt) - 1 maja 1917
- generał podporucznik lekarz – 1919

## Odznaczenia[3]
- Komandor Orderu Franciszka Józefa
- Kawaler Orderu Korony Żelaznej III klasy
- Kawaler Orderu Franciszka Józefa
- Brązowy Medal Zasługi Wojskowej na wstędze Krzyża Wojskowego
- Odznaka za Służbę Wojskową III klasy
- Medal Jubileuszowy Pamiątkowy dla Sił Zbrojnych i Żandarmerii
- Krzyż Jubileuszowy Wojskowy
- Krzyż Pamiątkowy Mobilizacji 1912–1913